# إدوارد نوتال
إدوارد نوتال (بالإنجليزية: Edward Nuttall)‏ (15 يوليو 1993 في نيوزيلندا - ) هو لاعب كريكت نيوزلندي.

## وصلات خارجية
- إدوارد نوتال على موقع إي آس بي آن كريك إنفو (الإنجليزية)